# Alekszandr Szergejevics Akszjonyenko
Alekszandr Szergejevics Akszjonyenko (cirill betűkkel Алекса́ндр Серге́евич Аксёненко) (Novoszibirszk, 1986. március 8. –) oroszországi politikus, 2021. szeptember 19. óta az Állami Duma tagja a nyugat-ázsiai Novoszibirszki terület képviseletében. Az Igazságos Oroszország párt tagja. Akszjonyenko politikai pályafutása előtt junior és ifi válogatott jégkorongozó volt.
A Dumában a lakásügyi bizottság elnökhelyettese és a polgárok lakhatási jogainak biztosításával foglalkozó bizottság tagja.